# ماتس نيلسون (مقاتل)
ماتس نيلسون (بالسويدية: Mats Nilsson) هو فنان قتال مختلط سويدي، ولد في 5 ديسمبر 1983 في هلسينغبورغ في السويد.